# リュック (ファイナルファンタジー)
リュック（Rikku）は、スクウェア（現・スクウェア・エニックス）のコンピュータゲーム『ファイナルファンタジーX』および『ファイナルファンタジーX-2』に登場する架空の人物。

## 担当声優
- 松本まりか（日本語版）
- タラ・ストロング（英語版）

## 人物
年齢は15歳（『X-2』は17歳）。一人称は「あたし」（『永遠のナギ節』の映像では「アタシ」になっている）。二人称は「あんた（『X-2』などでは多い）」、「キミ（ティーダに対して）」。ビーガネル島出身。味方の大抵から全く呼び捨てで「リュック」と呼ばれている。アルベドの族長シドの娘で、アニキの妹。母親はリュックが生まれて間もなく、機械の暴走による事故で亡くなったようである。身長は『FFX』時点で158cm、『X-2』時点で159cm。
父・シドの妹がユウナの母であり、ユウナとは従姉妹同士で、ユウナの2歳年下になる。それもあってか、たまにユウナのことを「ユウナん」と聞こえるような呼び方をする (ただし、字幕では「ユウナ」と呼び捨てになっている)。
幼稚な一面もあるが、器用で機械いじりを得意とし、聡明で「アルベド語」と言う「あいうえお順」のままにして通常の日本語が入れ替わった他、兄には使えない共用語も話すことが出来る。一行に加わる前には「アルベドキャプチャー」を操縦してユウナを誘拐しようとした（後述）。また、自身が興奮した場合はたまにアルベド語を発言するのもある。
泳ぎが上手く、『FFX』のパーティメンバー内ではティーダ、ワッカと共に水中戦可能3人のメンバーである。幼い頃、海でアニキにサンダーの魔法を運悪くぶつけられてから、極度の雷嫌いである（『FFX』の冒険の後、雷平原で1週間キャンプをして、雷嫌いを克服したという）。
他には『キングダム ハーツ』にも登場する予定だったが、代わりにユフィ（『FFVII』に登場。）が登場することとなり、登場は『キングダム ハーツII』まで持ち越されることとなる（そのためユフィの服装は2人の服装を合わせたものとなっている）。また、『いただきストリート シリーズ』や『ワールド オブ ファイナルファンタジー』にも登場する。
性格は活発で、泳ぎが上手い。機械いじりも上手で本人曰く、ニギヤカ担当である。金髪に渦巻き模様がある緑色の目（どちらもアルベド族の身体的特徴）。髪は長く、結っている。背中（両肩）の2本の長いリボンがアクセサリとして特徴。服装はノースリーブにホットパンツを着用し（活発な性格も、ホットパンツも、後にユウナに受け継がれた）、続編の『X-2』では身軽な格好を好む。七曜の武器は「ゴッドハンド」である。
なお、他人に周囲の呼称集あだ名などは、ティーダには「キミ・ティーダ」、ユウナを「ユウナん」、アーロンには「おっちゃん・アーロン」、普段のワッカに「ぷにぷにワッカ・おとうさん（『X-2』のみ）」、普段のパインを「パイン先生（『X-2』のみ）」、父のシドを「オヤジ」、それ以外の味方を呼び捨てで呼んでいる。

## 登場作品

### ファイナルファンタジーX
戦闘タイプは格闘型で武器はグローブだが、初期能力ではすばやさに優れる反面、攻撃力・HPともに低い。メンバーでは正式加入が最も遅いこともあり成長具合で足手まといになりがちだが、「盗む」のスキルと全体回復効果を持つアルベド回復薬を使えるため、すぐに頭角を現すようになる。七曜の武器は「ゴッドハンド」。オーバードライブ技は「調合」で、消費タイプのアイテムを組み合わせることにより様々な効果を引き出す事が出来る。防御と回復に絶大な効果をもたらす。

#### 作中での動き
リュックと数人のアルベド族男性でサルベージをしていたところ、廃墟の寺院で魔物に襲われていたティーダを発見する。魔物を倒した後、ティーダのことを魔物と勘違いしたアルベド族男性らがティーダを殺しかけたが、唯一公用語が分かるリュックがそれを引き留め、ティーダを生きたまま船に連行し、仕事を手伝うことと引き換えに面倒を見ると約束する。その後、船の甲板で「ザナルカンドから来た」と言うティーダを『シン』の毒気にやられたと思い、「ザナルカンド」の名を人前で安易に口にしないよう忠告する。この直後現れた『シン』にティーダが飲み込まれたため、ティーダとリュックは離れ離れになる。
ところが、幻光河で偶然にもユウナをさらおうとした「アルベドキャプチャー」を操縦しており、追いかけてきたティーダと再会。アルベド族嫌いのワッカが、実はアルベド族の身体的特徴を全く知らなかったということに加え、ティーダの薦めもあったため、ワッカにはリュックがアルベド族だということを内緒にしたうえで、召喚士一行のニギヤカ担当としてパーティーに加わることになる。
極度の雷嫌いであるため、雷平原では一行の旅の足手まといとなるが、なんとか雷平原を通り抜ける。マカラーニャ湖では、シーモアに結婚の返事を伝える為、トワメルと共にマカラーニャ寺院へ向かったユウナを襲撃したアルベド族と対決。その時現れたアニキに対して、「自分はユウナのガードになった」とアルベド語で説明。このことで、リュックがアルベド族であるという素性を知ったワッカは逆上したが、後にアルベド族に対するエボン教の理不尽な仕打ちを目の当たりにして考えを改めるようになる。マカラーニャ寺院で、シーモアの父親殺しの真実を目の当たりにし、シーモアと結婚することを報告しに行ったユウナを守るため、シーモアと対決。彼を倒したことで、一行は反逆者として追われることとなる。
その後、パーティ7名は『シン』の力で遠方に飛ばされたが、幸いにもそこはアルベド族のホームのあるビーカネル島、サヌビア砂漠だった。リュックの案内でホームに辿り着いた一行が目にしたのは、襲撃を受け炎上しているホームの姿であった。そこで、襲撃はグアド族（シーモア）がユウナを狙ったものであることを知り、頻発していたアルベド族による召喚士拉致事件は、究極召喚から彼らの命を守るために旅をやめさせることが目的であり、リュックがユウナをさらおうとしたのもユウナの血縁者として彼女を犠牲にしたくなかったからだという本音を語る。また、究極召喚の真実をティーダに告げる。そして、シーモアにさらわれたユウナを助けるため、また、ユウナを究極召喚から救うために飛空艇でホームを脱出し聖ベベル宮へ向かう。聖ベベル宮では、一度は罠に落ちて捕らえられるがどうにか脱出。ユウナと再会する。
その後、リュックは、どうしても究極召喚を発動することによってユウナを犠牲にはしたくないという気持ちがありながらも、スピラの人々が抱くささやかな希望と召喚士への期待を裏切ることが出来ないため、『シン』を倒す旅を続けることを決意したユウナに理解を示し、彼女を死なせないで『シン』を完全に倒す方法を考えながら、ユウナのガードとして『シン』を倒す旅をすることになる。

### ファイナルファンタジーX-2
スフィアハンター「カモメ団」のメンバーでムードメーカー。ティーダに似た人物が映ったスフィアを持ち寄り、『シン』を完全に倒し大召喚士になって以降ビサイドにこもりっきりだったユウナをカモメ団に誘った。この彼女が持ってきたスフィアが今作の冒険の発端である。

### キングダム ハーツII
盗賊「カモメ団」のメンバーとしてユウナ、パインと共に登場。小さな妖精のような姿をしている。財宝を入手するため、マレフィセント側についてソラたちのスパイをしている。